# Crediton
Crediton – miasto w Wielkiej Brytanii, w Anglii w hrabstwie Devon, położone w dolinie rzeki Creedy przy jej ujściu do rzeki Exe, 12 km na północny zachód od Exeter. Miasto dzieli się na starą część zachodnią i nową wschodnią.